# 예의

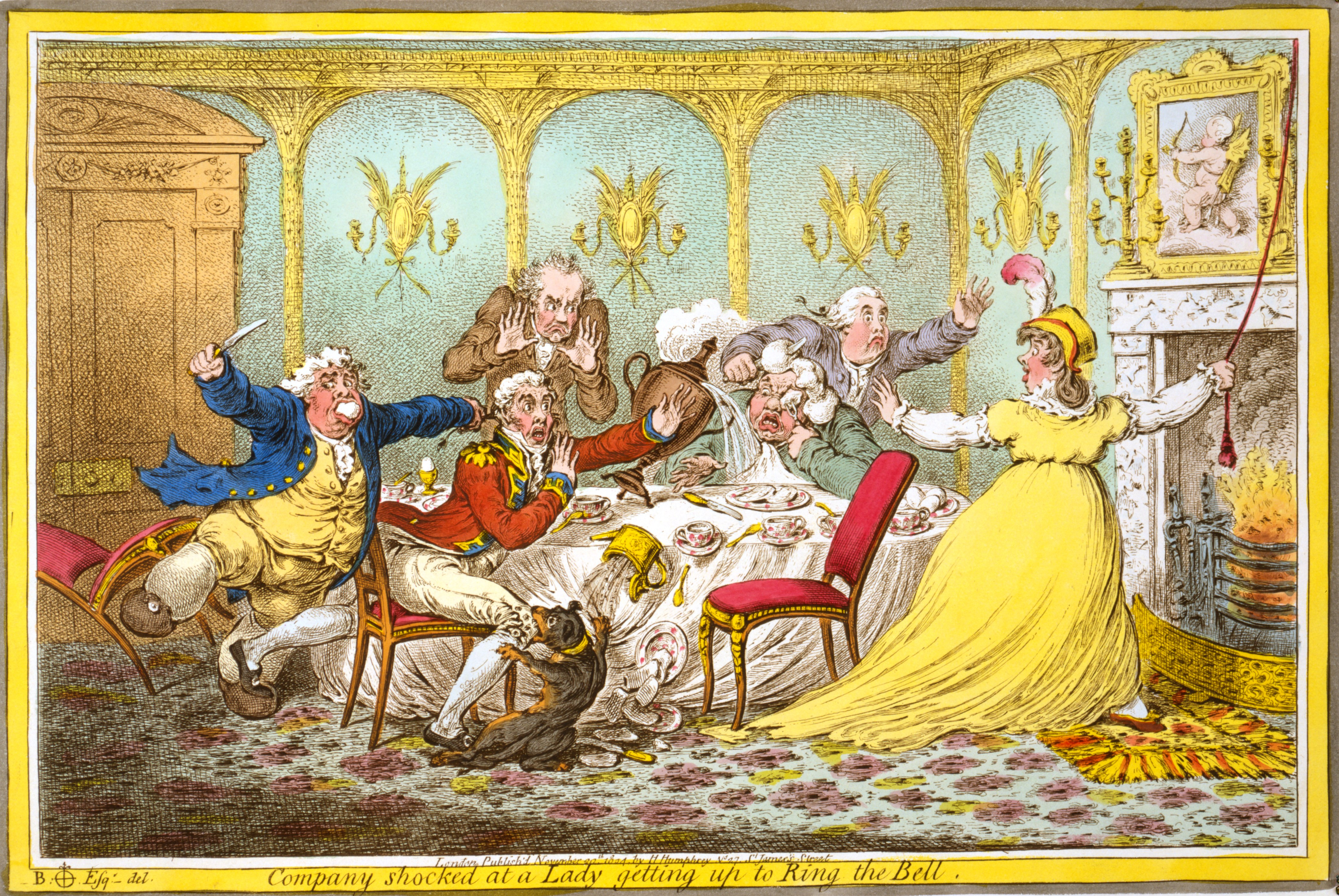
1805년 제임스 길레이는 "종을 울리기 위해 일어나는 한 여성에게 충격을 받은 회사"에서 "미망인과 그 구혼자들은 그들의 감탄의 강도에 그들의 매너를 잊은 것 같다"고 풍자했다.

예의(禮儀, 문화어: 례의) 또는 예절(禮節, 문화어: 례절), 에티켓(영어: etiquette, 문화어: 에티케트, 일본어: エチケット 에치켓토[*])은 공손함을 표현하는 의식이다.

## 에티켓
에티켓은 프랑스어 에티케트(프랑스어: étiquette)로부터 왔으며, 같은 시대 또는 전통적인 규범에 의거하여 특정한 사회집단의 사회적 행동에 대한 기대를 가리킨다. 흔히 의식, 외교적 의정과 관련되며 공식적인 형식에 대한 관습적인 행동을 가리킨다.
에티켓이라는 단어는 벽 등에 붙인 쪽지(étiquette)에서 유래한다. 프랑스의 궁정에서는 쪽지에 궁정에 입장이 허용된 사람들의 항렬이 열거되어 있었다. 따라서 에티케트라는 단어에 왕정의 규범에 걸맞게 품위 있게 행동한다는 의미가 전이되어 지금의 에티켓이 되었다.
이러한 방법은 18, 19세기에 널리 쓰여졌으며, 행사 전의 필수사항이었던 서면 초청장이나 무도회에서 여성과의 춤을 신청하는 무도기록서의 사용에서 찾아볼 수 있다.

## 같이 보기
- 예
- 태도